# فان (گروه موسیقی)
فان (که معمولاً به شکل fun. نوشته می‌شود) یک گروه موسیقی آلترنتیو راک است که در نیویورک تشکیل شد. این گروه دو آلبوم به بازار داده است: هدف‌گیری و شلیک کن، بعضی شب‌ها.
این گروه به خاطر ترانه ما جوانیم و «بعضی شب‌ها» معروف شدند. ما جوانیم به رتبه یک در ۱۰۰ آهنگ داغ بیلبورد رسید که اولین ترانه آلترنیتو راک با این رتبه بعد زنده‌باد یا مرگ بر از کلدپلی در سال ۲۰۰۸ است. همچنین در چارت انگلستان نیز به رتبه یک رسید.